# Simyra murina
Simyra murina är en fjärilsart som beskrevs av Aurivillius 1880. Simyra murina ingår i släktet Simyra och familjen nattflyn. Inga underarter finns listade i Catalogue of Life.